# 竹腰徳蔵
2代 竹腰 徳蔵（たけごし/たけこし とくぞう、1891年〈明治24年〉7月10日 - 1956年〈昭和31年〉7月24日）は、日本の政治家。参議院議員（1期）、群馬県会議員（6期）、群馬県群馬郡箕郷町長。幼名は五四二（いよじ）。群馬県知事選挙に立候補したが投票日の3日前に急逝し、弟・俊蔵が補充立候補により当選を果たした。

## 来歴
1891年（明治24年）、群馬県群馬郡箕輪村西明屋（現・高崎市箕郷町西明屋）で造り酒屋「十一屋」を営む竹腰徳蔵・コウ夫婦の長男として生まれる。竹腰家は新潟から移住してきた徳蔵の先々代が酒造業を創業、銘酒「友鶴」を醸造し、広大な山林田畑を持つ資産家だった。
旧制群馬県立高崎中学校を経て市立大阪高等商業学校を卒業。早稲田大学政治経済学部に入学するも1909年（明治42年）に中退し、東京滝野川の醸造試験所へ入った。そののち家業の酒造業と農業に従事した。
一族は馬をはじめとする動物に親しみがあり牧場を経営して旗競馬の馬を持っていた。飼育する家畜の堆肥を使うことで竹腰家は米麦作で高い収量を挙げるとともに、家畜を投入して盛んに開田も行った。1917年（大正6年）榛名白川に隣接する畑三町歩を開田し、このことで水利事業がいると感じたことが、のちに難事業といわれた鳴沢貯水池の構築に取り組むことに繋がった。1921年（大正10年）には冷害を原因とする不作により地主組合と小作組合が対立、事態の収拾にあたり翌1922年（大正11年）に2団体を解散させて一本化、農事改良組合を結成した。1923年（大正12年）に新農会法のもとで農会初代会長に選出され、それを母体として群馬県会議員に推挙される。
1923年（大正12年）9月の選挙で県会議員に初当選。当時箕輪町から群馬県庁へは直接通じる道路がなく不便だったため、県道開通を目指して町を挙げて選挙運動が行われた。このときの選挙では箕輪町での投票者全員が徳蔵に入れたという（箕郷町長を務めた清水初五郎の手記では室田町の石井清に1票があったほかは全て徳蔵の票であったとされている）。以後県議を連続6期務める。県政においては前橋医学専門学校の誘致を行った。また立憲政友会群馬県支部幹事長を務めた。
父の死後の1924年（大正13年）に徳蔵を襲名。
1925年（大正14年）高崎畜産組合長に就任、1929年（昭和4年）に群馬県畜産組合連合会（畜連）副会長に就任、県畜産界の筆頭となる。徳蔵は1924年（大正13年）に高崎競馬倶楽部を創設していたが、想定以上の収益により伊勢崎や館林でも競馬が行われるようになり、その収益をもとに技術職員強化、畜産改良、増産奨励、種馬購入など畜連は事業拡大を遂げた。馬産農家などからは競馬の利益は馬に使うべきだと主張されることもあったが、徳蔵は馬に限らず牛、豚、綿羊、鶏の改良や増産奨励に使った。
1931年（昭和6年）群馬郡農会長に就任。
群馬の養豚は昭和になると大きく成長し、1933年（昭和8年）には日本有数の養豚県となっていたが、養豚の相場変動が大きく農家の利益はほとんどなかった。この状況を打破すべく1935年（昭和10年）、群馬郡農会長兼群馬郡畜産組合長の徳蔵は郡農会で緊急役員会を開き、同会で精肉業ができないかと提案した。1938年（昭和13年）、群馬畜産加工組合が高崎ハムとして農家による食肉加工が始まり、同年徳蔵は群馬県畜産加工組合連合会長に就任した。ハム、ソーセージ、ベーコンが生産され、ハム製造責任者に静岡の御殿場農民福音学校の勝俣喜六を招聘、経営では郡農会副会長兼畜連副会長・大山福次を起用し大山に任せることとなった。このように徳蔵は構想、企画をするがそれが軌道に乗ると身を引くのが早く「終生陰の立役者」と呼ばれることもあった。
1944年（昭和19年）群馬県農業保険組合連合会長、群馬県馬匹組合連合会長、群馬県農業会長。1945年（昭和20年）3月には箕輪町長に就任。1946年（昭和21年）群馬県蚕業製造株式会社取締役会長。
綿羊の増産・加工にも取り組み、1946年（昭和21年）群馬県緬羊協会長、1953年（昭和28年）群馬県緬羊農協会長、1955年（昭和30年）群馬県畜産会副会長を歴任した。
1947年（昭和22年）4月、第1回参議院議員通常選挙に群馬県選挙区から立候補し、農民の支持を集めてトップ当選したが、3か月後に公職追放を受け失職した。1951年（昭和26年）追放解除。翌1952年（昭和27年）、群馬県知事選挙に立候補したが、元職の北野重雄に次点で敗れる。
1954年（昭和29年）に畜産界への振興貢献功労により藍綬褒章受章。
1956年（昭和31年）、再び群馬県知事選挙に立候補し、序盤から優位に選挙戦を進め、当選が確実視されていた。しかし、投票日の3日前の7月24日に65歳で急死した。徳蔵の死を受け、実弟の竹腰俊蔵が補充立候補して当選を果たした。
死没日をもって勲六等瑞宝章追贈、従五位に叙される。墓所は高崎市箕郷町上芝の金竜寺、戒名は惟徳院榛岳憲献大居士。
前橋市の群馬県農協ビル前には、徳蔵の農業発展への功績を顕彰する分部順治作の胸像が設置されている。